# 신약 속 예수의 이름과 호칭

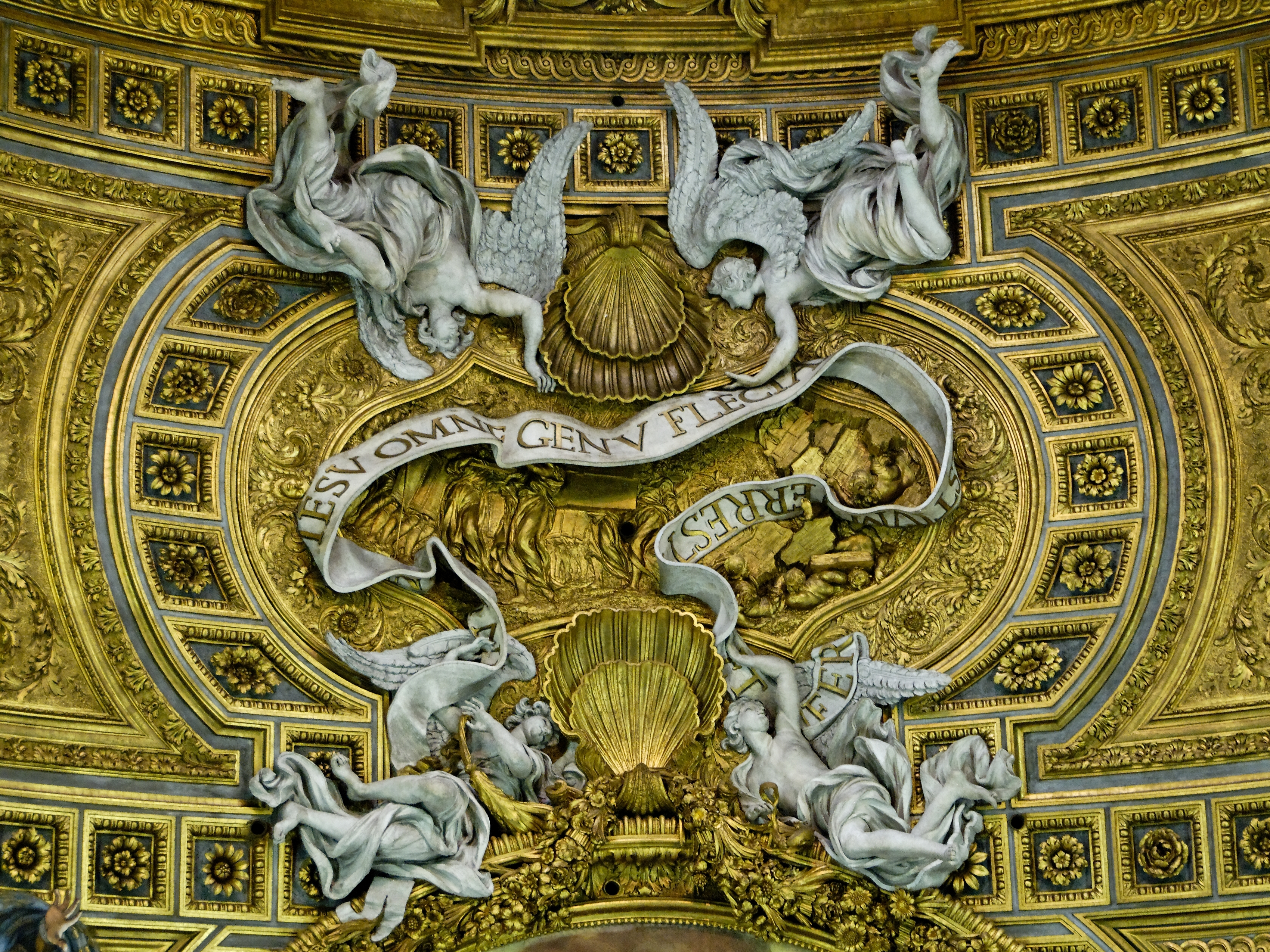
로마, 제수 교회, 필립비의 라틴 비문 2:10: "예수님의 이름 앞에 모든 무릎이 꿇린다"

신약 속 예수의 이름과 호칭(新約 - 呼稱, 영어: names and titles of Jesus in the New Testament)는 신약에서 예수를 가리키는 데 쓰인다. 기독교에서는 신약성경에서 예수를 지칭하는 두 이름 예수와 임마누엘이 구원의 속성을 갖고 있다. 예수님이 십자가에 못 박힌 후 초대교회는 단순히 그의 메시지를 반복하는 것이 아니라 그에게 초점을 맞추고 선포하며 그의 메시지를 이해하고 설명하려고 노력했다. 예수님을 이해하고 선포하는 과정의 한 요소는 그에게 칭호를 부여하는 것이었다. 초기 교회에서 점진적으로 사용되었다가 신약성경에 등장한 칭호 중 일부는 그 시대의 유대적 맥락에서 채택된 반면, 다른 칭호는 예수의 메시지, 사명, 가르침을 언급하고 강조하기 위해 선택되었다. 시간이 지나면서 이러한 칭호 중 일부는 중요한 기독론적 의미를 갖게 되었다.
기독교인들은 예수의 거룩한 이름에 신학적 중요성을 부여해 왔다. 청원에서 예수의 이름을 사용하는 것은 요한복음 16:23에서 예수께서 다음과 같이 말씀하실 때 강조된다. “너희가 내 이름으로 무엇이든지 아버지께 구하면 주시리라.” 그리스도인들 사이에는 예수라는 이름이 단순히 신분을 식별하는 상징의 나열이 아니라 본질적인 신성한 능력이 포함되어 있다는 믿음이 널리 퍼져 있다.

## 같이 보기
- 기독교 속 예수
- 지혜로서의 예수
- 신약 속 예수의 삶
- 기독교 동의어 목록
- 기독교 속 신의 이름
- 예수와 관련된 신약 장소
- 구속사